# Zulfiya
Zulfiya Israilova, znana pod pseudonimem literackim Zulfiya (ur. 14 marca 1915 w Taszkencie, zm. 1 sierpnia 1996 tamże) – uzbecka poetka.
Urodziła się w rodzinie żydowskiego gisera-chałupnika. Skończyła szkołę średnią i żeńską szkołę pedagogiczną, pracowała w redakcjach republikańskich gazet i pism, zaczęła pisać wiersze. W 1932, w wieku 17 lat, wydała swój pierwszy zbiór wierszy Stranicy żyzni, o młodzieży, przyjaźni i pięknie ludzkiej duszy. Od 1938 pracowała w różnych wydawnictwach, podczas wojny ZSRR z Niemcami pisała wiersze patriotyczne. W 1965 opublikowała zbiór wierszy Kuylarim sizga (Śpiewam dla was), a w 1971 poemat Quyoshli qalam (Słoneczne pióro). Pisała także artykuły prasowe o roli kobiety w rodzinie i społeczeństwie. Jej mężem był Hamid Olimjon, przewodniczący Związku Pisarzy Uzbekistanu. W Taszkencie jej imieniem nazwano ulicę, a w 2008 zbudowano jej pomnik. W 2004 ustanowiono Nagrodę Państwową im. Zulfiyi w dziedzinie literatury, sztuki, nauki, kultury i edukacji.

## Odznaczenia
- Medal Sierp i Młot Bohatera Pracy Socjalistycznej (16 listopada 1984)
- Order Lenina (dwukrotnie - 18 marca 1959 i 16 listopada 1984)
- Order Czerwonego Sztandaru Pracy (trzykrotnie - 11 stycznia 1957, 1 marca 1965 i 9 września 1971)
- Order „Znak Honoru” (6 grudnia 1951)
- Medal „Za pracowniczą wybitność” (dwukrotnie - 25 grudnia 1944 i 16 stycznia 1950)

I inne.